# Bob Perreault
Pour les articles homonymes, voir Perreault.
Temple de la renommée LAH : 2014
Joseph Robert Michel Perreault, né le 28 janvier 1931 à Trois-Rivières et mort le 10 septembre 1980 à Saint-Étienne-des-Grès, est un joueur de hockey sur glace professionnel canadien qui a joué 31 matchs dans la Ligue nationale de hockey et un match dans l' Association mondiale de hockey entre 1955 et 1973. Il a joué avec les Red Wings de Détroit, les Bruins de Boston, les Canadiens de Montréal et les Sharks de Los Angeles. Il est le cousin de Gilbert Perreault .
Perreault a passé 12 saisons dans la Ligue américaine de hockey et fait partie de son Temple de la renommée. Il y a accumulé 229 victoires et 37 blanchissages pour occuper les 6e et 3e rangs respectivement de l'histoire de la Ligue. Il a fait partie de quatre équipes qui ont gagné le championnat de la ligue, la Coupe Calder. Il a aussi eu une brève carrière de boxeur professionnel sous le nom Kid Flamingo.

## Statistiques de carrière

### Saison régulière et séries éliminatoires
| 1948–49    | Reds de Trois-Rivières         | LHJQ - B   | 46 | 26 | 16 | 4 | 2830 | 142 | 6  | 3.01 | —    | 8  | 4 | 4 | 490 | 29 | 0 | 3.55 | — |
| 1949–50    | Reds de Trois-Rivières         | LHJQ - B   | 36 | 22 | 12 | 2 | 2190 | 91  | 4  | 2.49 | —    | 9  | 4 | 5 | 549 | 30 | 0 | 3.28 | — |
| 1950–51    | Reds de Trois-Rivières         | QJHL-B     | 35 | 25 | 10 | 0 | 2108 | 96  | 2  | 2.73 | —    | 8  | 4 | 4 | 517 | 30 | 0 | 3.48 | — |
| 1951–52    | Reds de Providence             | LAH        | 22 | 8  | 13 | 0 | 1250 | 95  | 0  | 4.56 | —    | 1  | 0 | 1 | 60  | 7  | 0 | 7.00 | — |
| 1952–53    | Reds de Providence             | LAH        | 6  | 1  | 5  | 0 | 360  | 26  | 0  | 4.33 | —    | —  | — | — | —   | —  | — | —    | — |
| 1952–53    | Saints de Sherbrooke           | LHSQ       | 29 | 15 | 11 | 3 | 1780 | 84  | 1  | 2.83 | —    | —  | — | — | —   | —  | — | —    | — |
| 1953–54    | Royaux de Montréal             | LHSQ       | 58 | 34 | 20 | 4 | 3528 | 160 | 4  | 2.72 | —    | 9  | 5 | 4 | 544 | 22 | 2 | 2.43 | — |
| 1954–55    | Cataractes de Shawinigan Falls | LHSQ       | 58 | 37 | 18 | 3 | 3490 | 129 | 10 | 2.22 | —    | 12 | 9 | 3 | 720 | 31 | 1 | 2.58 | — |
| 1955–56    | Canadiens de Montréal          | LNH        | 6  | 3  | 3  | 0 | 360  | 12  | 1  | 2.00 | .931 | —  | — | — | —   | —  | — | —    | — |
| 1955–56    | Cataractes de Shawinigan Falls | LHSQ       | 57 | 40 | 14 | 3 | 3450 | 146 | 4  | 2.54 | —    | 11 | 6 | 5 | 665 | 24 | 2 | 2.17 | — |
| 1956–57    | Cataractes de Shawinigan Falls | LHSQ       | 41 | 12 | 22 | 7 | 2556 | 132 | 0  | 3.10 | —    | —  | — | — | —   | —  | — | —    | — |
| 1956–57    | Americans de Rochester         | LAH        | 24 | 15 | 7  | 1 | 1440 | 66  | 3  | 2.75 | —    | 10 | 5 | 5 | 637 | 27 | 2 | 2.54 | — |
| 1957–58    | Bears de Hershey               | LAH        | 47 | 26 | 17 | 4 | 2820 | 128 | 3  | 2.72 | —    | 11 | 8 | 3 | 660 | 31 | 0 | 2.82 | — |
| 1958–59    | Red Wings de Detroit           | LNH        | 3  | 2  | 1  | 0 | 180  | 9   | 1  | 3.00 | .957 | —  | — | — | —   | —  | — | —    | — |
| 1958–59    | Bears de Hershey               | LAH        | 52 | —  | —  | — | 3000 | 134 | 6  | 2.68 | —    | 13 | 8 | 5 | 780 | 35 | 1 | 2.69 | — |
| 1959–60    | Bears de Hershey               | LAH        | 66 | 26 | 33 | 7 | 3960 | 205 | 5  | 3.11 | —    | —  | — | — | —   | —  | — | —    | — |
| 1960–61    | Bears de Hershey               | LAH        | 41 | 22 | 16 | 3 | 2460 | 116 | 3  | 2.83 | —    | 8  | 4 | 4 | 504 | 24 | 0 | 2.86 | — |
| 1961–62    | Bears de Hershey               | LAH        | 66 | 36 | 25 | 5 | 3960 | 189 | 4  | 2.86 | —    | 7  | 3 | 4 | 451 | 17 | 0 | 2.26 | — |
| 1962–63    | Bruins de Boston               | LNH        | 22 | 3  | 12 | 7 | 1286 | 82  | 1  | 3.83 | .893 | —  | — | — | —   | —  | — | —    | — |
| 1962–63    | Americans de Rochester         | LAH        | 10 | 3  | 4  | 2 | 600  | 27  | 0  | 2.70 | —    | 2  | 0 | 2 | 120 | 11 | 0 | 5.50 | — |
| 1963–64    | Seals de San Francisco         | LHO        | 70 | 32 | 35 | 3 | 4230 | 257 | 0  | 3.65 | —    | 11 | 8 | 3 | 677 | 41 | 0 | 3.63 | — |
| 1964–65    | Seals de San Francisco         | LHO        | 69 | 30 | 37 | 2 | 4164 | 268 | 0  | 3.86 | —    | —  | — | — | —   | —  | — | —    | — |
| 1965–66    | Americans de Rochester         | LAH        | 41 | 26 | 10 | 1 | 2361 | 121 | 3  | 3.07 | —    | 9  | 7 | 2 | 532 | 17 | 2 | 1.92 | — |
| 1966–67    | Americans de Rochester         | LAH        | 54 | 30 | 17 | 5 | 3149 | 158 | 4  | 3.01 | —    | 13 | 6 | 7 | 785 | 38 | 2 | 2.90 | — |
| 1967–68    | Americans de Rochester         | LAH        | 57 | 31 | 15 | 7 | 3101 | 149 | 6  | 2.88 | —    | 9  | 5 | 3 | 515 | 28 | 1 | 3.26 | — |
| 1968–69    | Americans de Rochester         | LAH        | 19 | 5  | 10 | 1 | 913  | 63  | 0  | 4.14 | —    | —  | — | — | —   | —  | — | —    | — |
| 1969–70    | Des Moines Oak Leafs           | LIH        | 27 | —  | —  | — | 1467 | 66  | 1  | 2.70 | —    | —  | — | — | —   | —  | — | —    | — |
| 1970–71    | Des Moines Oak Leafs           | LIH        | 19 | —  | —  | — | 1062 | 57  | 1  | 3.22 | —    | 8  | — | — | 478 | 21 | 0 | 2.63 | — |
| 1971–72    | Oak Leafs de Des Moines        | LIH        | 51 | —  | —  | — | 3139 | 176 | 1  | 3.36 | —    | 3  | 0 | 3 | 180 | 15 | 0 | 5.00 | — |
| 1972–73    | Sharks de Los Angeles          | AMH        | 1  | 1  | 0  | 0 | 60   | 2   | 0  | 2.00 | .882 | —  | — | — | —   | —  | — | —    | — |
| 1973–74    | Generals de Greensboro         | SHL        | 16 | —  | —  | — | 930  | 62  | 0  | 4.01 | —    | —  | — | — | —   | —  | — | —    | — |
| Totaux AMH | Totaux AMH                     | Totaux AMH | 1  | 1  | 0  | 0 | 60   | 2   | 0  | 2.00 | .882 | —  | — | — | —   | —  | — | —    | — |
| Totaux LNH | Totaux LNH                     | Totaux LNH | 31 | 8  | 16 | 7 | 1826 | 103 | 3  | 3.38 | .903 | —  | — | — | —   | —  | — | —    | — |